# HMS E37
HMS E37 – brytyjski okręt podwodny typu E. Zbudowany w latach 1914–1915 w Fairfield Shipbuilding and Engineering Company, Govan. Okręt został wodowany 2 września 1915 roku i rozpoczął służbę w Royal Navy 17 marca 1916 roku. Pierwszym dowódcą został Lt. Cdr. Robert F. Chisholm. Nosił numer burtowy E37.
W 1916 roku należał do Dziewiątej Flotylli Okrętów Podwodnych (9th Submarine Flotilla) stacjonującej w Harwich.
1 grudnia 1916 roku okręt zaginął na Morzu Północnym. Uznano, że wpadł na minę. Nikt z załogi nie przeżył.